# Африк (святой)
Африк (VII век) — святой епископ Сен-Бертран-де-Комменжа. День памяти — 16 ноября.
О святом Африке сохранилось мало сведений. Он был епископом и исповедником в городе на юге Франции, Сен-Бертран-де-Комменж, ныне относящемся к департаменту Верхняя Гаронна. Рака с его святыми мощами была разрушена кальвинистами.